# Gran Premio Montelupo 1978
Il Gran Premio Montelupo 1978, quattordicesima edizione della corsa, si svolse il 22 luglio 1978 su un percorso di 206 km. La vittoria fu appannaggio dell'italiano Carmelo Barone, che completò il percorso in 5h16'00", precedendo i connazionali Ottavio Crepaldi e Gaetano Baronchelli.
Sul traguardo di Montelupo Fiorentino 49 ciclisti portarono a termine la competizione. 

## Ordine d'arrivo (Top 10)
| Pos. | Corridore                | Squadra            | Tempo    |
| ---- | ------------------------ | ------------------ | -------- |
| 1    | Carmelo Barone           | Fiorella Mocassini | 5h16'00" |
| 2    | Ottavio Crepaldi         | Magniflex-Torpado  | a 3"     |
| 3    | Gaetano Baronchelli      | Scic-Bottecchia    | a 12"    |
| 4    | Dorino Vanzo             | Fiorella Mocassini | a 40"    |
| 5    | Gianbattista Baronchelli | Scic-Bottecchia    | s.t.     |
| 6    | Palmiro Masciarelli      | Sanson-Campagnolo  | s.t.     |
| 7    | Giuseppe Martinelli      | Magniflex-Torpado  | a 48"    |
| 8    | Giuseppe Saronni         | Scic-Bottecchia    | s.t.     |
| 9    | Pierino Gavazzi          | Zonca-Santini      | s.t.     |
| 10   | Claudio Torelli          | Zonca-Santini      | s.t.     |